# Cherub
Cherub, estilitzat com a CHERUB, és un duet musical d'electropop establert a Nashville, Tennessee, Estats Units. Integrat pel Jordan Kelley i el Jason Huber actualment estan signats per la companyia Columbia Records.

## Etimologia
El mot anglès cherub, querubí en català, es refereix a un àngel representat en art com un cap alat sense cos. El duet musical va escollir aquest nom pel fet que el Jordan va néixer amb "ales", que li foren extretes a través d'una circumcisió.

## Carrera musical
Tot i que el Jordan Kelly és originari de Lincoln (Nebraska) i el Jason Huber, de Carolina del Nord, els membres del grup es van conèixer a la universitat Middle Tennessee State University, mentre que ambdós estudiaven promoció musical. En aquell moment, el Jason Huber estava al front d'un grup de folk rock, i el seu company estava despuntant a l'àrea del hip-hop a Nashville.
Després de mantindre una relació d'amistat durant 5 anys, van crear la banda CHERUB. Utilitzen eines com Reason, Pro Tools i el software Ableton per a produir la seva música.
Inspirats pel post-disco dels anys vuitanta, el Synthpop i el funk, el duet musical va crear la seva base de fans a través de la realització de tours per tot el país i del boca a orella, incloent aparicions a festivals com el South by Southwest, el Bonnaroo Festival, o el Lollapalooza, al que tornaran a presentar-se l'any 2016, així com al Summer Set Festival.
La realització del seu primer àlbum, MoM & DaD, l'any 2012, els va valdre el nomenament com una de les “12 bandes de Tennessee que hauries d'escoltar ara”, segons Paste, i la participació en festivals de música com Bonnaroo, SXSW, Electric Forest o Snowball Music Fest. Van decidir que els seus àlbums fossin de pagament voluntari.
L'any 2013 van realitzar ells mateixos l'àlbum 100 Bottles EP, amb el senzill Jazzercise '95, permetent-los tornar a Lollapalooza i assistir als festivals Governor's Ball i Austin City, i fer la seva primera gira per Europa.
El febrer del 2014, el seu senzill Doses and Mimosas va arribar al número 43 de la llista Rock Airplay, del Billboard, i al número 23 a la llista Alternative Songs. La cançó també va encapçalar la llista Hype Machine i compta amb més de 4 milions de visites a YouTube. Aquest èxit es troba inclòs a l'àlbum MoM & DaD, produït per ells mateixos i llançat l'any 2012.
El seu àlbum debut amb la companyia Columbia Records va ser Year of the Caprese, llançat el 27 de maig del 2014. La realització d'aquest àlbum va suposar una projecció a nivell mundial del duet musical. Han realitzat col·laboracions amb grups com The Knocks, dels quals van realitzar un remix. Tot i això, segueixen gravant els seus àlbums a l'estudi d'un amic seu a Franklin, al que es refereixen com <<The Stu>>.

## Discografia
Llista d'àlbums realitzats, amb dates de llançament
| Títol                       | Detalls de l'àlbum                                                            |
| MoM & DaD                   | · Data de llançament de l'àlbum: Febrer del 2012 · Format: Descàrrega digital |
| --------------------------- | ----------------------------------------------------------------------------- |
| 100 Bottles EP              | · Data de llançament de l'àlbum: 2013 · Format: Descàrrega digital            |
| Antipasto EP                | · Data de llançament de l'àlbum: 2013 · Format: Descàrrega digital            |
| Year of the Caprese         | · Data de llançament de l'àlbum: Maig del 2014 · Format: LP, CD               |
| Leftovers EP                | 2014                                                                          |
| Bleed Gold, Piss Excellence | 2016                                                                          |
| Gummo Season EP             | 2019                                                                          |